# 직산 최씨
직산 최씨(稷山崔氏)는 충청남도 천안시 직산읍을 본관으로 하는 한국의 성씨이다. 시조는 고려에서 여진정벌에 공을 세워 동지추밀원사, 형부상서, 판삼사사, 참지정사, 문하시랑 평장사 등을 지낸 최홍재(崔弘宰)이다.

## 참고 자료
- “직산최씨(稷山崔氏)”. 뿌리를 찾아서.[깨진 링크(과거 내용 찾기)]